# Henry Herbert (1er baron Herbert de Chirbury)
Pour les articles homonymes, voir Henry Herbert et Herbert.
Henry Herbert, 1er baron Herbert de Chirbury (24 juillet 1654 - 22 janvier 1709) est un homme politique anglais qui siège à la Chambre des communes à plusieurs reprises entre 1677 et 1694 lorsqu'il devient baron Herbert de Chirbury.

## Biographie
Herbert est le fils d'Henry Herbert (en) maître des réjouissances de Charles Ier et Charles II. Il hérite du manoir de Ribbesford (près de Bewdley) à la mort de son père. Comme son père, il est député de Bewdley, de 1677 à 1679, de Worcester au dernier Parlement de Charles II et de nouveau de Bewdley de 1689 à 1694. Dans la dernière année, le titre de baron Herbert de Chirbury, qui s'éteint à la mort de son cousin Henry Herbert (4e baron Herbert de Chirbury) en 1691, est rétabli pour lui.
Il épouse Anne Ramsey, et est remplacé par son fils, Henry Herbert (2e baron Herbert de Chirbury)